# Wayne Wilcox
Wayne Wilcox (Tennessee, 10 dicembre 1978) è un attore e cantante statunitense.
Wilcox è apparso nella versione cinematografica del musical Rent nel ruolo di Gordon, un membro del gruppo supporto dell'AIDS di Angel e Tom.
Ha interpretato il ruolo di Marty in sette episodi della serie televisiva Una mamma per amica durante la quarta e la quinta stagione, dopo essere stato scoperto dai creatori della serie Amy Sherman-Palladino e Daniel Palladino mentre lavorava come cameriere al Mercer Kitchen a SoHo .
Wilcox è inoltre apparso nella produzione del Goodman Theater del musical The Light in the Piazza nel ruolo di Fabrizio accanto a Celia Keenan-Bolger nel ruolo di Clara, e nella produzione di Broadway The Great American Trailer Park Musical nel 2005 nel ruolo di Leo/Duke. Attualmente st lavorando nella compagnia del Roundabout Theatre per l'adattamento del capolavoro di Broadway Suddenly Last Summer nel ruolo di George Holly; al progetto vi partecipano anche Carla Gugino e Blythe Danner.
Wilcox si è laureato alla Boston University. Nel 2007 ha preso parte al film Interview con Steve Buscemi e Sienna Miller presentato al Sundance Film Festival 2007. Wilcox ha inoltre partecipato a Coram Boy, una versione di Broadway del successo del 2006 prodotto dal Nation Theater of London. 

## Filmografia
- Interview, film (2007) Hunky Actor
- Una mamma per amica (Gilmore Girls) serie tv (2003-2006) Marty
- Law & Order, serie tv (2006) Justin "J-Train" Smolka
- Rent, film (2005) Gordon
- The Good Fight, serie TV, episodio 2x06 (2018) Dale Kuzma